# Phú Thọ (provincie)
Phú Thọ este o provincie în Vietnam.

## Județ
- Việt Trì
- Phú Thọ
- Cẩm Khê
- Đoan Hùng
- Hạ Hòa
- Lâm Thao
- Phù Ninh
- Tam Nông
- Tân Sơn
- Thanh Ba
- Thanh Sơn
- Thanh Thủy
- Yên Lập

1. ↑   (PDF) https://monre.gov.vn/VanBan/Lists/VanBanChiDao/Attachments/3012/b4.1_Signed.pdf Lipsește sau este vid: |title= (ajutor)
2. ↑   https://www.gso.gov.vn/en/px-web/?pxid=E0201&theme=Population%20and%20Employment Lipsește sau este vid: |title= (ajutor)
3. ↑   https://mabuuchinh.vn/ Lipsește sau este vid: |title= (ajutor)
4. ↑   http://postcode.vn/ Lipsește sau este vid: |title= (ajutor)